# Stiphrornis erythrothorax
Stiphrornis erythrothorax е вид птица от семейство Muscicapidae, единствен представител на род Stiphrornis.

## Разпространение
Видът е разпространен в западноафриканските гори от Сиера Леоне до Нигерия.